# Oldebroek
Oldebroek är en kommun i provinsen Gelderland i Nederländerna. Kommunens totala area är 98,85 km² (där 1,23 km² är vatten) och invånarantalet är på 22 972 invånare (2005).